# Абазовский сельский совет
Абазовский сельский совет (укр. Абазівська сільська рада) — входит в состав
Полтавского района
Полтавской области
Украины.
Административный центр сельского совета находится в 
с. Абазовка.

## Населённые пункты совета
- с. Абазовка
- с. Лаврики
- с. Рожаевка
- с. Соломаховка
- с. Червоная Долина